# مرکز گردهمایی سن خوزه
مرکز گردهمایی سن خوزه مک‌انری (به انگلیسی: The San Jose McEnery Convention Center) که به‌طور عمومی تحت نام مرکز گردهمایی سن خوزه (به انگلیسی: San Jose Convention Center) شناخته می‌شود، یک مرکز گردهمایی در مرکز شهر سن خوزه، کالیفرنیا است که با ۵۵۰۰۰۰ متر مربع تأسیسات بزرگترین مرکز گردهمایی در سیلیکون‌ولی محسوب می‌شود. این مرکز به دلیل میزبانی کنفرانس‌ها و رویدادهای فناوری برجسته مانند کنفرانس جهانی توسعه‌دهندگان اپل و فیس‌بوک اف۸ و رویدادهای غیرفناوری مانند FanimeCon و Silicon Valley Comic Con مشهور است.